# ベッドサイド水洗トイレ
ベッドサイド水洗トイレ（Bedside Flush Toilet）とは、TOTOと関東学院大学建築・環境学部大塚雅之研究室が共同開発した便所の形態の一つの事である。便器自体が自由に動かせベッドサイド以外の場所にも置くことが可能である。「経済産業省ロボット介護機器開発・導入促進事業」及び「公益財団法人 北九州産業学術推進機構」の補助金を受けて発明に成功した事業である。2013年発売。2014年「第6回ロボット大賞」サービスロボット部門「優秀賞」受賞商品。便を粉砕、圧縮したうえで細いホースで下水管へ流すことが可能。水洗となったため匂いの問題も解消することまでも可能となった。ウォシュレット機能付き。介護保険制度特定福祉用具である。この発明品によってトイレ介助の負担が大幅に軽減された。